# Battlefield Band
Battlefield Band è un gruppo di musica tradizionale scozzese.

## Storia
Fondato a Glasgow nel 1969, ha subito molti cambiamenti di formazione, tuttavia solo il membro fondatore Alan Reid è rimasto una presenza costante. Molti dei membri, in particolare John McCusker, hanno intrapreso distinte carriere soliste. La band è famosa per le sue combinazioni di cornamuse con altri strumenti, e i suoi mix di musiche e motivi tradizionali con nuovo materiale.
L'attuale marchio musicale della band fu sviluppato quando a Brian McNeill e Alan Reid si unì Jenny Clark (voce, chitarra, liuto, appalachian dulcimer e flauto) e Duncan McGillivray (cornamuse e flauto). Stand Easy, l'album che registrarono nel 1979, è ancora considerato uno dei migliori del gruppo. La successiva formazione includeva Dougie Pincock (cornamuse) e Jim e Sylvia Barnes, Alan Reid (voce e tastiera elettrica) e Brian McNeill (fiddle). Reid è stato un membro da sempre.

## Strumenti e canzoni
Ogni formazione a partire dall'album Stand Easy ha avuto almeno un suonatore di cornamusa. Un aspetto inusuale per la formazione strumentale per un gruppo tradizionale include la presenza di tastiere elettriche e l'assenza di percussioni. Ogni album mischia canzoni e motivi scozzesi con composizioni moderne (spesso originali). I motivi variano dalle bevute, all'amicizia e ai tempi difficili della storia, alla geografia e alla politica.
L'album del 2006, The Road of Tears, affronta esplicitamente il tema dello spostamento. Molte canzoni affrontano l'immigrazione, sia volontaria che forzata. L'album del 2007, Dookin' ha un'atmosfera più leggera, dopo il tono cupo di The Road of Tears. Dookin' include un insieme di parti vocali , con le parti principali divise tra Alan Reid e Sean O'Donnell, e strumentali.

## Membri attuali
- Alan Reid - tastiere/chitarra/voce (anche l'unico membro fondatore ancora presente)
- Alasdair White - violino/flauto/banjo/bouzouki/Highland e small pipes/bodhrán
- Mike Katz - Highland pipes/small pipes/vari flauti/basso
- Sean O'Donnell - voce/chitarra[2]

## Membri passati
- Brian McNeill - violino, scrive racconti di detective, insegnando alla Royal Scottish Academy of Music and Dance
- John Gahagan - (violino/futo) adesso lavora come grafico a Glasgow e continua a suonare.
- Jen Clark - voce, chitarra, cittern e dulcimer.
- John McCusker - fiddle, replaced McNeill.
- Davy Steele - (1948–2001) cantò con Drinkers Drouth, Ceolbeg and Clan Alba producendo album solisti.
- Dougie Pincock - (bagpipes) adesso direttore del National Centre of Excellence in Traditional Music (Sgoil Chiùil na Gàidhealtachd) a Plockton.
- Duncan MacGillivray - (bagpipes) ha vinto molte gare di cornamusa, inclusa la medaglia d'oro al Northern Meeting a Inverness nel 1997.
- Iain MacDonald - (bagpipes) fu il musicista residente al Gaelic College sull'Isola di Skye.
- Alistair Russell - (chitarra, voce) durante i suoi 13 anni nel gruppo dichiarò di aver percorso milioni di miglia. Attualmente ha una carriera da solista.
- Pat Kilbride - (chitarra, voce) visse in Gran Bretagna, Belgio e USA. Ha registrato con "The Kips Bay Ceilidh Band" e prodotto album solisti.
- Ged Foley - (chitarra, voce, Northumbrian pipes) ha registrato con House Band, Patrick Street e Celtic Fiddle Festival
- Karine Polwart
- Jim and Sylvia Barnes - (bouzouki & vocal/dulcimer) entrò nella Battlefield Band attraverso Kentigern. Jim morì nel 2004.
- Jamie McMenemy - (bouzouki, vocal) ancora attivo musicista e cofondatore del gruppo bretone Kornog, adesso vive in Gran Bretagna.

## Discografia
- Scottish Folk (1976) pubblicato anche con ilt titolo di Farewell to Nova Scotia
- Battlefield Band (1977)
- Wae's Me for Prince Charlie (1978)
- At the Front (1978)
- Stand Easy (1979)
- Preview (1980)
- Home Is Where the Van Is (1980)
- The Story so Far (1982)
- There's a Buzz (1982)
- Anthem for the Common Man (1984)
- On the Rise (1986)
- Music in Trust Vol 1 (1986)
- After Hours: Forward to Scotland's Past (1987)
- Celtic Hotel (1987)
- Music in Trust Vol 2 (1988)
- Home Ground - Live from Scotland (1989)
- New Spring (1991)
- Quiet Days (1992)
- Opening Moves (1993)
- Threads (1995)
- Across the Borders (1997)
- Live Celtic Folk Music (1998)
- Rain, Hail or Shine (1998)
- Leaving Friday Harbor (1999)
- Happy Daze (2001)
- Time and Tide (2002)
- Best of Battlefield 1976 - 2003
- Out for the Night (2004)
- The Road of Tears (2006)
- Dookin' (2007)
- Zama Zama...Try Your Luck (2009)
- Line-Up (2011)